# KamiKatsu
KamiKatsu: Working for God in a Godless World (神無き世界のカミサマ活動?, Kaminaki sekai no kamisama katsudō, lett. "Cosa fa Dio in un mondo senza Dio") è un manga scritto da Aoi Akashiro e disegnato da Sonshō Hangetsuban. La serie è stata inizialmente serializzata dal 1º maggio 2019 al 30 ottobre 2020 sulla rivista Monthly Hero's di Hero's Inc., per poi essere trasferita il 27 novembre 2020 sul sito web di Comiplex dove è tuttora in corso di pubblicazione. I capitoli vengono raccolti in volumi tankōbon a partire dal 5 febbraio 2020. Un adattamento anime prodotto da Studio Palette è stato trasmesso dal 6 aprile al 6 luglio 2023.

## Trama
Yukito nasce come figlio del fondatore di una setta che venera il misterioso dio Mitama, che si dice sia onnisciente e onnipotente. Costretto a partecipare a un rituale per diventare il prossimo leader del culto, perde la vita in un incidente durante la cerimonia. Al suo risveglio si trova in mondo strano e diverso dal precedente. Yukito stringe amicizia con gli abitanti di quel mondo e gradualmente prende confidenza con la sua nuova vita. Tuttavia, in quel mondo esiste un sistema chiamato "regime di fine vita", in base al quale le persone sono costrette dall'Impero a suicidarsi quando raggiungono una certa età, e anche i nuovi amici di Yukito sono soggetti a questo sistema. Yukito è determinato a combattere contro l'Impero per proteggere i suoi amici, e finisce per ricevere l'aiuto di Mitama, un Dio con le sembianze di una ragazzina che lo conosce dal suo mondo precedente.

## Personaggi

### Quarantena di Yukito

Yukito (in basso) e Mitama (in alto)

Yukito Urabe (卜部 征人?, Urabe Yukito)
Doppiato da: Junya Enoki (ed. giapponese), Gianluca Izzo (ed. italiana)
Dopo essere stato gettato dal padre e dal suo culto da una scogliere in mare come parte di un rituale, inizialmente credeva di essere morto e di essersi reincarnato in un mondo isekai, finché non si è reso conto di essere ancora vivo e di essere stato invece trasportato in un lontano futuro post-apocalittico dove gli dei non esistono. Yukito ne è immediatamente dispiaciuto, perché sperava finalmente nella morte per liberarsi dai folli abusi del padre. In seguito scoprirà da Mitama che è stato portato in questo mondo per fondare il suo culto come religione, in modo da ottenere fedeli.
Mitama (ミタマ?)
Doppiata da: Akari Kitō (ed. giapponese), Agnese Marteddu (ed. italiana)
La dea della terra venerata dal culto di Yukito. Mitama ha fatto la pessima scelta di Yukito come suo fedele, non prestando apparentemente mai attenzione al fatto che lui credesse in lei; se non fosse stato per le sue lacrime e le sue suppliche, Yukito l'avrebbe abbandonata subito.
Arlalle (アルラル?, Aruraru)
Doppiata da: Kana Hanazawa (ed. giapponese), Marta Rapperini Tesoro (ed. italiana)
Una ragazza che incontra Yukito al suo arrivo nel mondo post-apocalittico e ha un'ossessione malsana per lui.
Sirlille (シルリル?, Shiruriru)
Doppiata da: Sumire Uesaka (ed. giapponese), Valentina Mari (ed. italiana)
La sorella maggiore di Arlalle.
Roy (ロイ?, Roi)
Doppiato da: Sho Fujisawa (ed. giapponese), Valerio Burattini (ed. italiana)
Un contadino pervertito e masochista con cui Yukito stringe amicizia.

### Impero
Klenn (クレン?, Kuren) / Loki (ロキ?, Roki)
Doppiata da: Megumi Ogata (ed. giapponese), Andrea Oldani (ed. italiana)
L'antagonista principale della serie. Inizialmente si fingeva un normale civile sotto mentite spoglie maschili di nome "Klenn" con cui Yukito ha fatto amicizia. In realtà, è un Arconte (偽神?, Nisegami, lett. "Falsi Dei") che manipola gli eventi a suo favore e conosce la verità dietro l'Impero come Mitama. È un'esperta delle illusioni.
Enlilta Reesehyde Bertrand (エンリルタ・リースハイド・ベルトラン?, Enriruta Rīsuhaido Berutoran)
Doppiata da: Jun'ichi Suwabe (forma maschile) e Miyu Tomita (forma femminile) (ed. giapponese), Gabriele Trentalance (forma maschile) e Sara Ferranti (forma femminile) (ed. italiana)
Inizialmente era un cavalieri dell'Impero, tuttavia dopo essere stato ucciso e resuscitato da Mitama come rappresaglia per aver ucciso Yukito e altri innocenti, il suo sesso è stato scambiato con suo grande disappunto.
Atar (アータル?, Ātaru)
Doppiata da: Aoi Yūki (ed. giapponese), Olivia Costantini (ed. italiana)
L'Arconte più giovane che ha continuato a essere fedele all'Impero, finché Mitama non ha rivelato la verità sul regno e su Loki. Successivamente Atar si è quindi unita al culto di Yukito, diventando il secondo Dio, ottenendo metà del potere di Mitama grazie alla condivisione dei fedeli.

### Dakini
Dakini (ダキニ?) / Gohonzon (御本尊?)
Doppiata da: Rie Takahashi (ed. giapponese), Mariagrazia Cerullo (ed. italiana)
Leader di un culto erotico con un atteggiamento da gyaru che sostiene di essere una vera dea della lussuria. In realtà è un Arconte che preso il prestito il potere della vera Dakini e in passato è stata fedele all'Impero, finché non ha ucciso Toka, la sua prima amica umana.
Liche (リシュ?, Rishu)
Doppiata da: Mikako Komatsu (ed. giapponese), Maria Giulia Ciucci (ed. italiana)
Membro del culto di Dakini, figlia sopravvissuta della prima amica di Gohonzon, Toka (トウカ?).

### Gaia
Gaia (ガイア?)
Doppiata da: Ami Koshimizu (ed. giapponese), Giulia Tarquini (ed. italiana)
Arconte di piccola statura e leader di un culto/orfanotrofio da cui prende in prestito i poteri della vera Gaia, come la capacità di evocare animali e bestie a suo piacimento. In passato, prima di diventare un Arconte, è stata una dei ricercatori coinvolti nella produzione di armi che hanno portato la Terra a diventare un pianeta post-apocalittico senza Dio. A differenza di Yukito, nonostante il passato simile con un genitore a capo del rispettivo culto, ha ucciso la madre per rappresaglia e ha deciso di uccidere tutte le persone dell'Impero per sbarazzarsi di Loki.
Cyan (シアン?, Shian), Kai (カイ?, Kai), Faw (ファウ?, Fau), Kein (ケイン?, Kein) e Yushii (ヨシー?, Yoshī)
Doppiati da: Rin Kurusu (Cyan), Mutsumi Tamura (Kai), Miyuki Akeno (Faw), Mari Hino (Kein) e Rie Kawamura (Yushii) (ed. giapponese), Alice Venditti (Cyan), Thomas Rizzo (Kai), Sara Del Bufalo (Faw), Serena Sigismondo (Kein) e Silvia Barone (Yushii) (ed. italiana)
Figli adottivi di Gaia.

### Passato
Soichiro Urabe (卜部 聡一郎?, Urabe Sōichirō)
Doppiato da: Shō Hayami (ed. giapponese), Enrico Pallini (ed. italiana)
Padre di Yukito e leader di un culto dedito a Mitama.

## Media

### Manga
Il manga, scritto da Aoi Akashiro e disegnato da Sonshō Hangetsuban, è stato inizialmente serializzato dal 1º maggio 2019 al 30 ottobre 2020 sulla rivista Monthly Hero's di Hero's Inc.. Successivamente è stato trasferito il 27 novembre 2020 sul sito web di Comiplex dove è tuttora in corso di pubblicazione. I capitoli vengono raccolti in volumi tankōbon a partire dal 5 febbraio 2020. Al 30 giugno 2025, il numero totale ammonta a 11. La serie è concessa in licenza in inglese dalla Titan Comics.
Un manga spin-off scritto da Shinya Murata e disegnato da Tokisada Hayami, intitolato Kaminaki sekai no onee-chan katsudō (神無き世界のおねーちゃん活動? lett. "Cosa fa la mia sorella maggiore in un mondo senza dei"), viene serializzato dal 25 novembre 2022 sempre sul sito web di Comiplex. I capitoli vengono raccolti in volumi tankōbon dal 29 marzo 2023. Il manga spin-off è a sua volta concesso in licenza in inglese da Titan Comics.
| KamiKatsu (11+ volumi)                          | |                        |
| 1                                               | 5 febbraio 2020 | ISBN 978-4-86-468701-0 |
| 1                                               | Capitoli (traduzioni letterali dei titoli) - 1. Una storia sull'andare a comprare libri erotici perché sono finito in un altro mondo (異世界だからエロ本を買いに行った話?, Isekai dakara erobon o kai ni itta hanashi) - 2. Una storia che non promuovo perché è di un altro mondo (異世界だから推されない話?, Isekai dakara osa renai hanashi) - 3. Una storia sull'attirare fedeli anche in un altro mondo (異世界でも信者を集める話?, Isekai demo shinja o atsumeru hanashi) - 4. Una storia della setta del male sul territorio (邪宗門を地で行く話?, Jashūmon o jideiku-banashi) - 5. Anche in un altro mondo, si tratta comunque di una storia con un cliffhanger (異世界でもやっぱり崖っぷちな話?, Isekai demo yappari gakeppuchina hanashi) |                        |
| 2                                               | 4 luglio 2020 | ISBN 978-4-86-468730-0 |
| 2                                               | Capitoli (traduzioni letterali dei titoli) - 6. Una storia di gestione perché sono in un altro mondo (異世界だから管理される話?, Isekai dakara kanri sa reru hanashi) - 7. Una storia su come vedere Dio in un altro mondo (異世界で神を観る話?, Isekai de kami o miru hanashi) - 8. Una storia che parla di morte anche in un altro mondo (異世界でもやっぱり死ぬ話?, Isekai demo yappari shinu hanashi) - 9. Una storia su un altro mondo, ma non è un altro mondo (異世界だけど異世界じゃなかった話?, Isekai dakedo i sekai janakatta hanashi) - 9.5. Una storia di gente libera in un altro mondo (異世界で自由人な話?, Isekai de jiyujin'na hanashi) - 10. La storia su un paese che viene distrutto in un altro mondo (異世界で国が滅びる話?, Isekai de kuni ga horobiru hanashi) - 11. Una storia di più dei senza un altro mondo (異世界じゃなくても神を増やしてみた話?, Isekai janakute mo kami o fuyashite mita hanashi) |                        |
| 3                                               | 29 gennaio 2021 | ISBN 978-4-86-468778-2 |
| 3                                               | Capitoli (traduzioni letterali dei titoli) - 12. Una storia di fusioni e acquisizioni nella fede (教団でM＆Aしていく話?, Kyōdan de M&A shite iku hanashi) - 13. Una storia di educazione sessuale nei gruppi interreligiosi (異教団でセックスエデュケーションな話?, I kyōdan de Sekkusu Edyukēshon na hanashi) - 14. Una storia dove anche nei gruppi interreligiosi hanno lotte tra fazioni (異教団でも派閥争いはある話?, I kyōdan demo habatsu arasoi wa aru hanashi) - 15. Una storia di santoni pagani con un passato (異教団の教祖にも過去がある話?, I kyōdan no kyōso ni mo kako ga aru hanashi) - 16. Una storia di confronto tra le qualità di un santone in un gruppo interreligioso (異教団で教祖の資質を比える話?, I kyōdan de kyōso no shishitsu o tagueru hanashi) - 17. Una storia che parla del momento di fare sul serio in un altro mondo (異世界でそろそろ本気出す話?, Isekai de sorosoro honki dasu hanashi) |                        |
| 4                                               | 29 settembre 2021 | ISBN 978-4-86-468833-8 |
| 4                                               | Capitoli (traduzioni letterali dei titoli) - 18. Una storia sull'usurpazione dei fedeli in un altro mondo (異世界で教主簒奪する話?, Isekai de kyōshu sandatsu suru hanashi) - 19. La storia di chiedere a un dio pagano di inginocchiarsi (異教の神に土下座で頼んでみた話?, Ikyō no kami ni dogeza de tanonde mita hanashi) - 20. Una storia di 10.000 fedeli in un altro mondo (異世界で信者一万人突破な話?, Isekai de shinja yī wàn rén tū pòNa hanashi) - 21. Una storia che mette in discussione il significato del carisma in un altro mondo (異世界でカリスマの意味を問う話?, Isekai de karisuma no imi o tou hanashi) - 22. La storia delle strategie di sopravvivenza di un dio incompetente in un altro mondo (異世界で無能神が生存戦略する話?, Isekai de munō-shin ga seizon senryaku suru hanashi) - 23. Falsità sconosciute raccontate da divinità pagane (異教の神が語る虚実不明な話?, Ikyō no kami ga kataru kyojitsu fumeina hanashi) - 24. Una storia di inflazione di divinità pagane (異教の神でインフレする話?, Ikyō no kami de infure suru hanashi) |                        |
| 5                                               | 27 aprile 2022 | ISBN 978-4-86-468880-2 |
| 5                                               | Capitoli (traduzioni letterali dei titoli) - 25. La storia della mia canzone in un altro mondo (異世界で私の歌を聞かせる話?, Isekai de watashi no uta o kika seru hanashi) - 26. Una storia di famiglia e paganesimo (異教団と家族の話?, I kyōdan to kazoku no hanashi) - 27. La storia di una sorella e di un ragazzo in un gruppo interreligioso (異教団でお姉さんと少年の話?, I kyōdan de ojisanto shōnen no hanashi) - 28. Una storia di caratteristiche sessuali secondarie in un altro mondo (異世界で第二次性徴を迎える話?, Isekai de dainijiseichō o mukaeru hanashi) - 29. La storia di una famiglia che si incontra in un altro mondo (異世界で家族会議する話?, Isekai de kazoku kaigi suru hanashi) - 30. Una storia su come anche una sorella vorrebbe essere una sorella in un altro mondo (異世界でお姉さんだってしたい話?, Isekai de onēsan datte shitai hanashi) |                        |
| 6                                               | 29 novembre 2022 | ISBN 978-4-86-468140-7 |
| 6                                               | Capitoli (traduzioni letterali dei titoli) - 31. Una storia di pianificazione familiare brillante in un altro mondo (異世界で明るい家族計画する話?, Isekai de akarui kazoku keikaku suru hanashi) - 32. La storia segreta di una famiglia ultraterrena (異世界の家族の秘密の話?, Isekai no kazoku no himitsu no hanashi) - 33. La storia di "Wow... sono ancora più grande... ♡" in un altro mondo (異世界で『すごっ…もっとおっきくなった…♡』話?, Isekai de "sugo… motto okkiku natta…♡"-banashi) - 34. Una storia di spiriti affini in un altro mondo (異世界で類は友を呼ぶ話?, Isekai de ruiha tomo wo yobu-banashi) - 35. Una storia d'amore e dal vivo in un altro mondo (異世界で愛とライブの話?, Isekai de ai to Raibu no hanashi) |                        |
| 7                                               | 29 maggio 2023 | ISBN 978-4-86-468171-1 |
| 7                                               | Capitoli (traduzioni letterali dei titoli) - 36. Una storia sulla sottomissione fisica dei santoni pagani (異教の教祖を物理で調伏する話?, Ikyō no kyōso o butsuri de chōbuku suru hanashi) - 37. La storia di un santone pagano che desidera veramente (異教団の教祖が真に願った話?, I kyōdan no kyōso ga makotoni negatta hanashi) - 38. Una storia in cui c'è l'eterodossia (異教団が収まるところに収まる話?, I kyōdan ga osamaru tokoro ni osamaru hanashi) - 39. Una storia di flag perdute in un altro mondo, ma non per questo meno importante (異世界で負けフラグが立つけど立たない話?, Isekai de make furagu ga tatsukedo tatanai hanashi) - 40. Una storia sulla morte se la tua ipotesi è una dōjinshi erotica in un altro mondo (異世界で推しがエロ同人でてくれたら死ぬ話?, Isekai de oshi ga erodōnindete kuretara shinu hanashi) |                        |
| 8                                               | 27 dicembre 2023 | ISBN 978-4-86-468215-2 |
| 8                                               | Capitoli (traduzioni letterali dei titoli) - 41. Una storia del mondo ultraterreno dell'era dōjin (異世界の世は大同人時代な話?, Isekai no yo wa dai dōjin jidaina hanashi) - 42. La storia della bella autogenerazione di una ragazza ♡ in un altro mondo (異世界で女の子が自家発電♡しちゃう話?, Isekai de on'nanoko ga jika hatsuden ♡ shi chau hanashi) - 43. Una storia di conflitti tra diversi generi e diverse interpretazioni dei cappucci (異ジャンルでカプの解釈違いで揉める話?, I janru de kapu no kaishaku chigai de momeru hanashi) - 44. La storia della morte di un uomo anziano in un altro mondo (異世界で先輩が死んだ話?, Isekai de senpai ga shinda hanashi) - 45. Una storia sul coraggio di essere perseguitati in un altro mondo (異世界で敢えて迫害されてみた話?, Isekai de aete hakugai sa rete mita hanashi) - 46. La storia dei discorsi dolci di un idiota in un altro mondo (異世界で同人ゴロの甘言を聞く話?, Isekai de dōjin goro no kangen o kiku hanashi) |                        |
| 9                                               | 28 giugno 2024 | ISBN 978-4-86-468261-9 |
| 9                                               | Capitoli (traduzioni letterali dei titoli) - 47. La storia di un imbecille che continua a parlare con dolcezza in un altro mondo (異世界で同人ゴロの甘言が続く話?, Isekai de dōjin goro no kangen ga tsudzuku hanashi) - 48. Una storia di riflessione sui codici di genere delle dōjinshi in un altro mondo (異世界で同人のジャンルコードに想いを馳せる話?, Isekai de dōjin no janrukōdo ni omoi o haseru hanashi) - 49. Una storia sulla riduzione dei propri valori SAN in un altro mondo (異世界で自らSAN値を削る話?, Isekai de mizukara SAN o kezuru hanashi) - 50. La storia di due sorelle che vendono i loro beni più preziosi davanti a un altro mondo (異世界の前に姉妹が大切なものを売る話?, Isekai no mae ni shimai ga taisetsuna mono o uru hanashi) - 51. La storia della dōjinshi di mia sorella minore ha effettivamente le recensioni più positive in un altro mondo (異世界で私の妹の同人誌は実は強気受け系が最も多かった話?, Isekai de watashi no imōto no dōninshi wa jitsuwa tsuyoki uke-kei ga mottomo ōkatta hanashi) - 52. La storia di come mia sorella minore potrebbe diventare popolare in un altro mondo (異世界で私の妹が総受けになるかもしれない話?, Isekai de watashi no imōto ga sō uke ni naru kamo shirenai hanashi) |                        |
| 10                                              | 26 dicembre 2024 | ISBN 978-4-86-805027-8 |
| 10                                              | Capitoli (traduzioni letterali dei titoli) - 53. L'attributo del fulmine è ancora forte in un altro mondo (異世界でもやっぱり雷属性は強い話?, Isekai demo yappari kaminari zokusei wa tsuyoi hanashi) - 54. Una storia di sorelle che ricominciano da capo in un altro mondo (異世界で姉妹がやり直す話?, Isekai de shimai ga yarinaosu hanashi) - 55. Una storia sull'amore che grida al centro di un altro mondo (異世界の中心で愛を叫んだ話?, Isekai no chūshin de ai o sakenda hanashi) - 56. La storia di un narratore inaffidabile proveniente da un altro mondo (異世界の信用できない語り手の話?, Isekai no shin'yō dekinai katarite no hanashi) - 57. La storia di un guru a cui è stato fatto il lavaggio del cervello in un altro un mondo (異世界で教祖が洗脳し返される話?, Isekai de kyōso ga sen'nō shi kaesa reru hanashi) - 58. La storia dei discepoli della mia setta e di Dio: "Non spetta a te dirlo" (自教団の信者と神の『お前が言うな』な話?, Ji kyōdan no shinja to kami no "omaegaiuna" na hanashi) |                        |
| 11                                              | 30 giugno 2025 | ISBN 978-4-86-805076-6 |
| 11                                              | Capitoli (traduzioni letterali dei titoli) - 59. La storia delle origini del dio della nostra setta (自教団の神の始まりの話?, Ji kyōdan no kami no hajimari no hanashi) - 60. I pensieri del dio della nostra setta sugli umani (自教団の神が人間について思う話?, Ji kyōdan no kami ga ningen ni tsuite omou hanashi) - 61. Un punto di svolta per stabilire se il dio della mia setta può continuare a essere una ragazza solitaria o meno (自教団の神がソロ活女子を続けられるか否か分かれ目の話?, Ji kyōdan no kami ga soro katsu joshi o tsudzuke rareru ka hi ka wakareme no hanashi) - 62. Storie divertenti sulle divinità del nostro culto (自教団の神に関する笑える話?, Ji kyōdan no kami ni kansuru waraeru hanashi) - 63. Una storia sull'incitamento al conflitto e sulla creazione di controversie in un altro mondo (異世界で対立煽りで炎上させる話?, Isekai de tairitsu aori de enjō sa seru hanashi) - 64. Una storia su come anche in un altro mondo esista un atteggiamento corretto quando si chiede qualcosa. (異世界でも物を頼む時にはそれなりの態度がある話?, Isekai demo mono o tanomu tokiniha sorenari no taido ga aru hanashi)                                                                                                 |                        |
| Kaminaki sekai no onee-chan katsudō (1+ volumi) | |                        |
| 1                                               | 29 marzo 2023 | ISBN 978-4-86-468165-0 |
| 1                                               | Capitoli (traduzioni letterali dei titoli) - 1. La storia di una sorella maggiore che vuole sposare suo fratello (お姉ちゃんだから弟と結婚したい話?, Onēchan dakara otōto to kekkonshitai-banashi) - 2. Una storia su come punire una prepotente perché sono una sorella maggiore (お姉ちゃんだからいじめっ子をこらしめる話?, Onēchan dakara ijime-kko o korashimeru hanashi) - 3. Una storia che parla di leccare il sedere di mio fratello perché sono una sorella maggiore (お姉ちゃんだから弟の尻を舐める話?, Onēchan dakara otōto no shiri o nameru hanashi) - 4. Una storia sull'essere una sorella maggiore e sul sapere cos'è la forza (お姉ちゃんだから強さとは何かを知っている話?, Onēchan dakara tsuyo sato wa nanika o shitte iru hanashi) |                        |

### Anime
Il 26 aprile 2022 è stato annunciato un adattamento anime prodotto da Studio Palette e diretto da Yuki Inaba, con Yoshifumi Sueda come supervisore, Aoi Akashiro che ha curato la sceneggiatura, Kaori Yoshikawa che ha curato il character design e Yasunori Iwasaki che ha composto la colonna sonora. La serie è stata trasmessa dal 6 aprile al 6 luglio 2023 su Tokyo MX e altre reti. La sigla d'apertura è I Wish di Rin Kurusu, mentre quella di chiusura è Steppin' Up Life! di Akari Kitō. I diritti per la distribuzione internazionale al di fuori dell'Asia sono stati acquisiti da Crunchyroll, che l'ha trasmessa in simulcast in versione sottotitolata in vari Paesi del mondo, tra cui l'Italia. Il doppiaggio italiano è stato pubblicato sulla stessa piattaforma dal 26 aprile al 27 luglio 2023.

#### Episodi
| Nº | Titolo italiano Giapponese 「Kanji」 - Rōmaji | In onda        | In onda        |
| Nº | Titolo italiano Giapponese 「Kanji」 - Rōmaji | Giapponese     | Italiano       |
| 1  | Prego umilmente il Divino Mitama! Purificaci! Mondaci! O Divino Mitama, con reverenza mi rivolgo a te! 「カケマクモカシコキ ミタマノオホミカミ ハラヒタマヘキヨメタマヘト ミタマノミコト カシコミカシコミマヲス」 - Kakemakumokashikoki Mitamanoohomikami harahitamahekiyometamaheto Mitama-no-mikoto kashikomi-kashikomimawosu | 6 aprile 2023  | 26 aprile 2023 |
| 1  | Yukito, il figlio del leader di una setta dedita al dio Mitama, viene annegato dai seguaci del padre in un rituale per fare in modo che rinasca come loro prossimo leader e nei suoi ultimi momenti il ragazzo desidera rinascere in un mondo senza religione. Si risveglia in un villaggio di un nuovo mondo dove stringe amicizia con le sorelle Arlalle e Sirlille e con i contadini Klenn e Roy. Qualche settimana dopo, durante una visita alla capitale imperiale per procurarsi dei libri sconci per Arlalle e Roy, Yukito assiste a un suicidio pubblico di massa e scopre che senza religione non c'è paura della morte, e che quando il governo decide che i cittadini non sono più utili o sono devianti sociali, si devono suicidare con orgoglio. Arlalle e gli abitanti del villaggio sono tutti devianti che hanno rifiutato il suicidio per paura della morte, in particolare la ragazza è stata dichiarata deviante per via della sua personalità lussuriosa. Il giorno dopo, Yukito scopre da Roy che Arlalle e Sirlille sono state portate alla capitale per essere giustiziate, così Klenn carica il ragazzo su un carro e vanno in città. Qui Yukito trova Sirlille già impiccata e, mentre cerca di salvare Arlalle, sia lei che Yukito vengono uccisi dal cavaliere Bertrand. Mentre sta morendo, Yukito prega Mitama che si manifesta come una ragazzina, che aspettava con impazienza che lui la convocasse come prossimo capo del culto. Mitama uccide i soldati dell'Impero e resuscita Yukito e Arlalle, entusiasta di essere l'unico Dio di quel mondo. |                |                |
| 2  | Prego umilmente il Divino Mitama. Per tua misteriosa grazia divina esiste tutto il visibile di questo mondo e perciò sei creatore di una miriade di cose. O Divino Mitama, con reverenza mi rivolgo a te. 「カケマクモカシコキ ミタマノオホミカミ クスシクタヘナルミタマノフユニヨリテ コノウツシヨニアレイデタルミニシアレバ ヨロヅノモノツクリタマヒキ ミタマノミコト キコシメセト カシコミカシコミマヲス」 - Kakemakumokashikoki Mitamanoohomikami kusushikutahenarumitamanofuyuniyorite konoutsushiyoniareidetaruminishiareba yorozunomonotsukuritamahiki Mitama-no-mikoto kikoshimeseto kashikomi-kashikomimawosu | 13 aprile 2023 | 3 maggio 2023  |
| 2  | Mitama resuscita Sirlille e altri devianti impiccati, mentre Arlalle, non riuscendo a comprendere cosa sia un Dio, pensa gelosamente che Mitama sia l'amante di Yukito. Temendo la vendetta dell'Impero, Yukito chiede a Mitama informazioni sui suoi poteri e scopre che a causa dell'assenza di fedeli in questo mondo, non ha più poteri. Data la possibilità che l'Impero possa inviare un esercito al loro villaggio, Yukito pensa a un modo per convincere 10.000 persone a venerare Mitama in modo da recuperare i suoi poteri da Dio. Così, dopo aver scoperto che a Roy piace il masochismo, Mitama lo tratta con disgusto facendolo diventare il suo primo fedele, mentre Yukito continua a non credere in Mitama. Cercando di guadagnare nuovi fedeli, Mitama prova a dimostrare il suo sapere divino elencando eventi imbarazzanti dell'infanzia di Yukito, mentre il ragazzo prova a usare la cartomanzia e i trucchi magici, ma non fanno progressi. Cilcil, la volpe di Arlalle, muore avvelenata e Mitama usa la magia della fede di Roy per resuscitarla, portando sia Arlalle che Sirlille a diventare sue fedeli. Con un po' di potere recuperato, Mitama accetta la richiesta di Arlalle di resuscitare i soldati che ha ucciso in quanto erano obbligati a seguire gli ordini, e tra questi vi è Bertrand, che torna però in vita come donna. |                |                |
| 3  | Prego umilmente il Divino Mitama. Tu presiedi il Takaamahara. Da innumerevoli demoni, spiriti maligni, e i peccati e impurità degli uomini purificaci e mondaci. O Divino Mitama, divinità che è fonte del mondo terreno, con reverenza mi rivolgo a te. 「カケマクモカシコキ ミタマノオホミカミ タカアマハラノツカサニマシマシテ モロモロノマガゴト マガツヒ ツミケガレヲ ハラヒタマヘキヨメタマヘト オホツチノモトツカミ ミタマノミコト キコシメセト カシコミカシコミマヲス」 - Kakemakumokashikoki Mitamanoohomikami Takaamaharanotsukasanimashimashite moromoronomagagoto magatsuhi tsumikegarewo harahitamahekiyometamaheto ohotsuchinomototsukami Mitama-no-mikoto kikoshimeseto kashikomi-kashikomimawosu | 20 aprile 2023 | 10 maggio 2023 |
| 3  | Bertrand cerca di tornare alla capitale imperiale, ma con le sue sembianze femminili viene respinto, quindi è costretto ad accettare l'offerta di Yukito di vivere al villaggio e lavorare come cavaliere di Mitama. Utilizzando metodi di reclutamento discutibili, Yukito ottiene altri 100 fedeli offrendo vantaggi ai soli membri, come la protezione prioritaria dai mostri e l'accesso alla magia curativa di Mitama. Bertrand, costretto da Arlalle e Sirlille a indossare abiti femminili, informa Yukito che il potere dell'esercito imperiale deriva dagli Arconti, singoli guerrieri a cui l'Imperatore ha concesso potenti capacità. Mentre Yukito rimane affascinato dalla spada di Bertrand, che sembra essere magica ma è stata creata dall'Imperatore, l'Arconte Atar elimina i mostri sul suo cammino mentre cerca il villaggio di Yukito per distruggerlo. Ispirato da un ricordo del padre che gli fa notare che diverse religioni diventano popolari tramite l'addestramento alle arti marziali, Yukito, sostenuto da Klenn, decide di portare i devianti nel XXI secolo. Un mese dopo, Atar incontra Bertrand con l'intenzione di rapirla per scoprire come sia stato alterato il suo sesso e si sorprende nel vedere i drastici cambiamenti del villaggio, che ora possiede tecnologie moderne, tra cui pale eoliche, veicoli motorizzati e terreni agricoli di dimensioni industriali. |                |                |
| 4  | Prego umilmente il Divino Mitama. Tu hai presieduto la creazione del mondo e sei privo di inizio e di fine. Purifica le miriadi di cose nel cielo, purifica le miriadi di cose sulla terra. O Divino Mitama, che regni sul cielo e sulla terra, con reverenza mi rivolgo a te. 「カケマクモカシコキ ミタマノオホミカミ ウツシヨヲシメシタマヒ ハジメモナクヲハリモナク テンノシチヨウクヨウニジュウハッシュクヲキヨメ チノサンジュウロクジンヲキヨメタマヘト アメツチノ ミタマノミコト キコシメセト カシコミカシコミマヲス」 - Kakemakumokashikoki Mitamanoohomikami utsushiyowoshimeshitamahi hajimemonakuwoharimonaku tennoshichiyoukuyounijūhasshukuwokiyome chinosanjūrokujinwokiyometamaheto ametsuchino Mitama-no-mikoto kikoshimeseto kashikomi-kashikomimawosu | 27 aprile 2023 | 17 maggio 2023 |
| 4  | Grazie all'idea dell'avanzamento tecnologico e dell'esclusività di Yukito, che fa apparire i credenti superiori ai non credenti, Mitama arriva ad avere quasi 2000 fedeli. Klenn rivela di non essere un deviante, infatti un tempo lavorava nel palazzo dell'Imperatore, ma trovandosi disilluso da quella vita ha deciso di trasferirsi nel villaggio dei devianti. Yukito si chiede perché il concetto di divinità non sia mai sorto per spiegare eventi inspiegabili come i disastri naturali, e Bertrand afferma che tutti fenomeni sono spiegati dai membri del Senato che lavorano sotto l'Imperatore, quindi nulla può essere "inspiegabile". Yukito scopre che Bertrand è stato catturato da Atar, che stabilisce che la tecnologia moderna è un'offesa contro l'Imperatore e il Senato, quindi intende eliminarli. Grazie al potere di 2000 fedeli, Mitama combatte contro Atar, ma la dea esaurisce le forze per prima, quindi Atar distrugge il villaggio, che però riappare illeso. Klenn svela di essere in realtà una donna, più precisamente Loki, altra Arconte, che si è infiltrata nel villaggio come spia con lo scopo di chiedere a Yukito e Mitama il loro aiuto per assassinare l'Imperatore. |                |                |
| 5  | Prego umilmente il Divino Mitama. Tu hai creato una miriade di cose e anch'io sono stato creato da te. Per questo motivo, il mio corpo e la mia mente sono privi di ogni singola impurità e sono in origine un tutt'uno con la miriade di cose del cielo e della terra. Permettimi così di vivere in questa prospera e meravigliosa grande terra. O Divino Mitama, Dio della terra, con reverenza mi rivolgo a te. 「カケマクモカシコキ ミタマノオホミカミ ヨロズノモノ ツクリタマヒキハ ロクコンショウジョウニシテ アメツチノヨロズモノトドウタイナルガユヱニ カカルトヨアシハラミズホノクニニスマワセタマヘト マヲスコトノヨシヲ オホツチノ ミタマノミコト キコシメセトカシコミカシコミマヲス」 - Kakemakumokashikoki Mitamanoohomikami yorozunomono tsukuritamahikiha rokukonshōjōnishite ametsuchinoyorozumonotodoutainarugayuweni kakarutoyoashiharamizuhonokuninisumawasetamaheto mawosukotonoyoshiwo ohotsuchino Mitama-no-mikoto kikoshimesetokashikomikashikomimawosu | 4 maggio 2023  | 24 maggio 2023 |
| 5  | Loki porta Atar, Yukito e Mitama dall'Imperatore, ma rivela che è un'illusione e che il castello è una gigantesca macchina che controlla l'Impero con il sistema dei suicidi per garantire che rimanga immutato. Mitama svela che la gente ha distrutto il mondo in una guerra religiosa e che i sopravvissuti hanno costruito la macchina per far dimenticare la religione. Yukito si rende conto di non essere rinato in un mondo alternativo; Mitama lo ha inviato migliaia di anni nel futuro della Terra dopo l'estinzione della religione. Loki, stanca dell'attuale sistema, si offre di lasciar distruggere la macchina, ma Yukito dubita riguardo alle sue vere intenzioni, così Loki afferma di aver scoperto dalla macchina come un tempo gli umani avessero il libero arbitrio. Così iniziò a infiltrarsi nei villaggi deviati per imparare il libero arbitrio, ma nonostante ciò gli abitanti erano sotto il controllo indiretto della macchina. Dopo l'apparizione di Yukito, che aveva portato con sé un Dio, che rappresenta l'apice del libero arbitrio, Loki iniziò a desiderare tale libertà e riuscì a convincere un altro villaggio deviante di essere Dio e scoprì che la loro fede le conferiva poteri simili a quelli di Dio. Così, insieme agli Arconti, tranne Atar, complottò per distruggere il Senato a diventare Dio. Yukito concorda che il libero arbitrio è preferibile e Mitama distrugge il Senato facendo germogliare un alberto gigante sotto di esso. Sapendo che gli arconti sono dei terribili, Yukito sorprende Loki giurando di aiutare Mitama a sconfiggerli e a diventare l'unico vero Dio. |                |                |
| 6  | Prego umilmente il Divino Mitama. In cielo tu domini sul sole, sulla luna e le stelle tutte. In terra governi su tutto il creato, su ciò che è animato e sull'uomo prima di tutti, così come su ciò che è inanimato. O Divino Mitama, gran divinità dell'oltretomba, con reverenza mi rivolto a te. 「カケマクモカシコキ ミタマノオホミカミ トコヨノナホヒハ アマハラニアリテハ ヒノミクニツキノミクニホシノミクニ オホツチニアリテハ アヲヒトクサヲハジメ イキアルモイキナキモ ヨニアリトシアルモノノカギリ トコヨノオホカミ ミタマノミコト キコシメセトカシコミカシコミマヲス」 - Kakemakumokashikoki Mitamanoohomikami tokoyononahohiha amaharaniariteha hinomikunitsukinomikunihoshinomikuni ohotsuchiniariteha awohitokusawohajime ikiarumoikinakimo yoniaritoshiarumononokagiri tokoyonoohokami Mitama-no-mikoto kikoshimesetokashikomikashikomimawosu | 11 maggio 2023 | 31 maggio 2023 |
| 6  | Dopo aver lasciato l'impotente Atar con Yukito, Loki si reca verso l'Impero e Bertrand decide di seguirla, sperando di trovare un modo per tornare ad essere un uomo. Perso il significato della propria esistenza, Atar diventa depressa ma Yukito le infonde la speranza di diventare lei stessa un Dio e di ricostruire il Senato. Yukito annuncia che Atar è ora il loro secondo Dio; le concede metà del potere di Mitama condividendo i fedeli. Sirlille scopre che l'Arconte Dakini ha già 10.000 fedeli, avendo basato la sua religione sul sesso, la lussuria e la perversione, quindi Yukito decide di infiltrarsi nella chiesa con Mitama, Roy e Arlalle come falsi fedeli e dirottare i fedeli dall'interno. Liche, una delle sacerdotesse più importanti, li porta da Dakini per l'iniziazione, ma Yukito va nel panico quando scopre che ciò prevede di essere chiuso in una stanza con Arlalle sotto un potente incantesimo di lussuria. Grazie all'addestramento ricevuto dal madre, riesce a resistere finché Mitama non li salva. L'energia della lussuria inutilizzata passa a Liche quando entra nella stanza, facendole raggiungere l'orgasmo e rivelando di essere in realtà una vergine che non crede in Dakini. Rendendosi conto che anche Mitama è un Dio, chiede il suo aiuto per distruggere la religione perversa di Dakini. |                |                |
| 7  | Prego umilmente il Divino Mitama. Per tua volontà tutte le cose sono state create e con immensi miracoli mi hai benedetto e protetto. Finché avrò vita in questo mondo, il mio intero corpo riceverà la tua generosa, vasta, gentile e meravigliosa misericordia. O Divino Mitama, fonte di una miriade di cose, unico e solo dio, con reverenza mi rivolgo a te. 「カケマクモカシコキ ミタマノオホミカミ モトツミココロノマニマニ ウムシイデ ウシハキマモリ サキハヘタマヘルミイサヲノ オホキヒサシキヒロキアツキ オホムウツクシミヲカゞフリテ コノウツシヨニ アラムカギリハ ヨロズノモトツヒトツカミノ ミタマノミコト キコシメセトカシコミカシコミマヲス」 - Kakemakumokashikoki Mitamanoohomikami mototsumikokoronomanimani umushiide ushihakimamori sakihahetamaherumiisawono ohokihisashikihirokiatsuki ohomuutsukushimiwokagafurite konoutsushiyoni aramukagiriha yorozunomototsuhitotsukamino Mitama-no-mikoto kikoshimesetokashikomikashikomimawosu | 18 maggio 2023 | 7 giugno 2023  |
| 7  | Loki mostra a Bertrand che senza il Senato la società ha cominciato a fallire. Liche ammette di essere una deviante il cui amore per i libri proibiti erotici l'ha resa un'esperta del sesso, e perciò è stata nominata come uno dei membri più portanti della chiesa per le sue conoscenze erotiche e la sua finta competenza. Yukito promette di distruggere la chiesa, quindi approva la loro finta adesione. Mitama si indebolisce perché la sua assenza dal villaggio fa si che i suoi fedeli passino più tempo a venerare Atar. Yukito fa in modo che Liche diffonda le moderne conoscenze sessuali, i giocattoli e i farmaci dedicati dal Giappone, facendo si che i fedeli di Dakini trascurino il culto dell'assente Dakini per adorare Liche. Furiosa, Daikini fa il lavaggio del cervello a Roy insegnandogli che la masturbazione è accettabile, così tradisce il loro complotto. Yukito, Liche, Mitama e Arlalle vengono accusati di eresia, ma Liche, che è stata sadicamente istruita da Yukito sulla recitazione, finge in modo convincente di essere totalmente fedele a Dakini e implora di essere punta nel processo. Ciò le fa avere il sostegno dei fedeli di Dakini, poiché una persona così chiaramente fedele a Dakini non può essere considerate eretica. Di fronte a una possibile ribellione, Dakini rinvia il processo e li imprigiona mentre Roy afferma la sua fedeltà a Dakini e li abbandona. Yukito inizia a pianificare la fuga, ma la loro cella viene improvvisamente visitata dalle guardie del corpo più fedeli e dalla forza disumana di Dakini, gli Epuratori. |                |                |
| 8  | Prego umilmente il Divino Mitama. Non sarò mai lordato o ferito dal male, poiché sempre prego e intono i Tronchi Celesti e il Furu no Koto. O Divino Mitama, origine della Nazione, unico e solo dio, con reverenza mi rivolgo a te. 「カケマクモカシコキ ミタマノオホミカミ マガツヒノタメニ ケガシヤブラレルコトナク キノエキノトヒノエヒノトツチノエツチノトカノエカノトミズノエミズノト ヒフミヨイムナヤコト ニノオトフルヘユラユラトフルヘ カクイノリセシコトノヨシヲ オホクニノモトツヒトツカミノ ミタマノミコト キコシメセト カシコミカシコミマヲス」 - Kakemakumokashikoki Mitamanoohomikami magatsuhinotameni kegashiyaburarerukotonaku kinoekinotohinoehinototsuchinoetsuchinotokanoekanotomizunoemizunoto hifumiyoimunayakoto ninootofuruheyurayuratofuruhe kakuinoriseshikotonoyoshiwo ohokuninomototsuhitotsukamino Mitama-no-mikoto kikoshimeseto kashikomi-kashikomimawosu | 1º giugno 2023 | 21 giugno 2023 |
| 8  | Dakini ricorda che il Senato ha creato il suo potere per limitare l'amore umano, in modo che l'Impero potesse garantire il controllo della popolazione facendo crescere i bambini artificialmente. Dopo migliaia di anni gli esseri umani divennero sterili e incapaci di amare. Ribellandosi silenziosamente al Senato, Dakini creò la pornografia e risvegliò l'amore in una percentuale della popolazione, in particolare in una bambina deviante di nome Toka. Quando Toka, da adulta, rimase incinta fu uccisa e Dakini giurò di far tornare l'amore tra gli umani a qualunque costo. Yukito e gli altri vengono salvati dagli Epuratori da Atar e Sirlille. Atar è ora venerata da oltre 6000 fedeli di Mitama e può sconfiggere la stessa Dakini, ormai indebolita. Tuttavia, Dakini rivela che, anche dopo che Liche ha rubato alcuni dei suoi fedeli, ne ha ancora più di 14.000. Mentre Liche si rivela essere la figlia di Toka, Dakini infetta Atar, Arlalle e Sirlille con una lussuria incontrollabile, per cui molestano Yukito. Mitama li salva, avendo preso in prestito i 1500 fedeli di Liche e, in quanto vero Dio rispetto al falso Arconte, sconfigge facilmente Dakini nonostante abbia meno fedeli. Dakini cerca di fuggire, ma viene fermata da Roy; Yukito lo ha convinto a tradire che tradendo Dakini allora Mitama lo avrebbe desiderato. Sconfitta, Dakini scoppia in lacrime perché la somiglianza di Liche con Toka le fa capire che è stata lei a distruggere l'amore umano e non il Senato, quindi implora il perdono di Toka. |                |                |
| 9  | Prego umilmente il Divino Mitama. Il tuo animo puro, giusto e meraviglioso non presenta peccato, malvagità o errore alcuno. Lo Specchio delle Profondità, lo Specchio delle Coste,lo Spadone delle Otto Mani, la Gemma della Vita, la Gemma della Resurrezione, la Gemma dell'Abbondanza, la Gemma del Ritorno, la Sciarpa del Serpente, la Sciarpa dell'Ape e la Sciarpa delle Varietà sono i tesori divini che hanno generato una miriade di cose. O Divino Mitama, con reverenza mi rivolgo a te. 「カケマクモカシコキ ミタマノオホミカミノ ナホヒココロニ ツミケガレアヤマチアラシメズ ヨロズノモノゝタグヒナリイデンカンタカラハ イハユル オキツカゞミヘツカゞミヤツカノツルギイクタママカルガヘシノタマタルタマミチカヘシノタマオロチノヒレハチノヒレクサグサモノゝヒレトイフ ミタマノミコト キコシメセト カシコミカシコミマヲス」 - Kakemakumokashikoki Mitamanoohomikamino nahohikokoroni tsumikegareayamachiarashimezu yorozunomononotaguhinariidenkantakaraha ihayuru okitsukagamihetsukagamiyatsukanotsurugiikutamamakarugaheshinotamatarutamamichikaheshinotamaorochinohirehachinohirekusagusamononohiretoifu Mitama-no-mikoto kikoshimeseto kashikomi-kashikomimawosu | 8 giugno 2023  | 28 giugno 2023 |
| 9  | Liche finge di tradire Yukito per permettere a Dakini di tornare a guidare la chiesa, consentendo a Yukito e agli altri di fuggire di soppiatto e facendo guadagnare a Mitama 10.000 fedeli. Al ritorno a casa scoprono che i mostri hanno distrutto il villaggio, così Mitama consuma il suo potere per farlo tornare come prima. L'Arconte Gaia, che controlla i mostri, appare dinanzi a loro e spiega che la distruzione del villaggio è stata un incidente e poiché ha solo due fedeli, è troppo debole per tenere sotto controllo le creature. Dopo aver saputo che Gaia intende sconfiggere Loki perché non è d'accordo che gli Arconti si combattano fra loro, il gruppo si reca nei pressi della città, ma scopre che Loki ha costruito delle imponenti mura intorno ad essa. Qui incontrano Bertrand che si ricongiunge a loro, mentre Loki dimostra di avere un potere quasi assoluto con 1.120.000 fedeli, ma Yukito la lascia sorpresa quando afferma che tale numero è esiguo e se ne va, portando con sé Bertrand. Al villaggio, Yukito rivela di aver bluffato e che non ha idea di come sconfiggere Loki, quindi Bertrand rivela che la società si è già ripresa e funziona come sotto il Senato, e che Loki funge da imperatore. Yukito si rende conto che i fedeli di Loki devono avere qualche residuo di lealtà verso il precedente imperatore, il che significa che rubarli sarà facile se renderà Mitama più popolare di Loki, quindi pensa di lanciarla come idol. |                |                |
| 10 | Prego umilmente il Divino Mitama. Il tuo meraviglioso spirito è privo di qualunque impurità. Per il tuo bene ci adoperiamo giorno e notte, ti veneriamo e ti serviamo, e tu vegli su di noi con sereno e placido animo. Tu sei l'unico e solo dio e sei privo di materia. Pur essendo simile a un'illusione, possiedi un corpo spirituale. O Divino Mitama, che da quando hai creato il cielo e la terra governi sul mondo divino, con reverenza mi rivolgo a te. 「カケマクモカシコキ ミタマノオホミカミ アラタマニギタマニ モロモロノフジョウヲミズ ツクシテウムコトナク ツトメテオコタルコトナク ウヤマヒカシコミモツカヘマツルサマヲ タヒラケクヤスラケクキコシメシテ ソレカミハユヰイツニシテミカタナシ キョニシテレイアリ アメツチヒラケテコノカタ トコヨノオホミカミノ ミタマノミコト キコシメセト カシコミカシコミマヲス」 - Kakemakumokashikoki Mitamanoohomikami aratamanigitamani moromoronofujouwomizu tsukushiteumukotonaku tsutometeokotarukotonaku uyamahikashikomimotsukahematsurusamawo tahirakekuyasurakekukikoshimeshite sorekamihayuwiitsunishitemikatanashi kyonishitereiari ametsuchihiraketekonokata tokoyonoohomikamino Mitama-no-mikoto kikoshimeseto kashikomi-kashikomimawosu | 15 giugno 2023 | 5 luglio 2023  |
| 10 | Yukito forma un gruppo di idol composto da Sirlille, Arlalle, Gaia e Atar che diventa popolare molto rapidamente e Yukito riesce a reinventare la musica dopo che era stata cancellata dal Senato. Yukito conferma che il potere di Mitama non dipende solo dal numero di fedeli ma anche dalla profondità della fede, quindi un Dio con meno fedeli potrebbe comunque sconfiggere Loki se i suoi fedeli sono più devoti, e grazie alla musica i fedeli di Mitama sono più devoti di prima. Yukito invia Bertrand a spiare Gaia, che ha iniziato a comportarsi in modo riservato, e scopre che Gaia ha adottato diversi bambini come suo piccolo gruppo di fedeli. Yukito decide di distruggere Gaia, poiché la profondità della devozione di un bambino per un genitore è incommensurabile e potrebbe rendere Gaia molto pericolosa. Bertrand si prende una cotta per Yukito e tenta di molestarlo, ma ciò si rivela uno scherzo di Dakini, che aveva usato i suoi poteri per farla invaghire del ragazzo. Dakini è ora una grande appassionata di musica, dato che i suoi fedeli si divertono ad ascoltarla mentre hanno rapporti intimi fra loro. Yukito tiene Gaia occupata con l'addestramento delle idol, permettendo a Dakini di farsi amare dai bambini per salvarli dai piani di Gaia. I figli più grandi, Kai e Cyan, sono ostinatamente fedeli a Gaia e rivelano di possedere l'abilità di Gaia di controllare i mostri che usano per attaccare Dakini. |                |                |
| 11 | Prego umilmente il Divino Mitama. Nei tempi della primeva creazione, quando la terra non era ancora solida e galleggiava sulle acque come fosse olio, dal cielo e dalla terra sorse un essere che divenne divinità. Tale divinità porta il nome del Divino Mitama. Tu governi una miriade di cose, nutri e cresci l'umanità intera. O Divino Mitama, dio che ha originato una miriade di cose, con reverenza mi rivolgo a te. 「カケマクモカシコキ ミタマノオホミカミ イニシニ オホヤシマアメツチヒラケノハジメ クニツチノウカレタゞヨフコト タトヘバ ナホミヅノウヘニウカベルアブラノゴトトキニ アメツチノナカニヒトツノモノナレリ スナハチカミトナル ミタマノミコトト マヲシマツル ヨロズノモノヲ ツカサドリタマヒテ アヲヒトクサヲ ヨウイクシタマフ ヨロズモトツ ミタマノミコト キコシメセト カシコミカシコミマヲス」 - Kakemakumokashikoki Mitamanoohomikami inishini ohoyashimaametsuchihirakenohajime kunitsuchinoukaretadayofukoto tatoheba nahomidzunouheniukaberuaburanogototokini ametsuchinonakanihitotsunomononareri sunahachikamitonaru Mitama-no-mikototo mawoshimatsuru yorozunomonowo tsukasadoritamahite awohitokusawo youikushitamafu yorozumototsu Mitama-no-mikoto kikoshimeseto kashikomi-kashikomimawosu | 29 giugno 2023 | 19 luglio 2023 |
| 11 | Durante la fuga dai mostri, Cyan ha un flashback riguardo alla sua esperienza negativa con la sua prima famiglia prima di essere inviata in una Quarantena perché considerata diversa dagli altri, e in tale circostanza conobbe Kai e furono entrambi salvati da Gaia dall'attacco di alcune creature. Il gruppo di Yukito salva Dakini e gli altri, quindi arriva Gaia che sacrifica Cyan e Kai ed evoca Tifone la fortezza organica mobile, il suo mostro più potente. Grazie ad Arlalle e Sirlille, il gruppo scappa su un camion e Yushii, uno dei figli di Gaia, spiega che Tifone è molto fedele ed è controllabile dall'Arconte senza usare la magia, quindi il vero corpo del mostro divora Yukito e Mitama. Mentre al villaggio tutti temono che senza di loro la religione crollerà, Yukito si risveglia all'interno di Tifone, che all'interno del corpo ha stanze simili a un castello, e vede Mitama, Cyan e Kai. Gaia rivela di averlo ucciso 300 volte, ma Mitama lo riporta sempre in vita, e spiega che la precedente civiltà ha creato gli Arconti attraverso l'ingegneria genetica, ma alcuni umani hanno rifiutato la scienza per vivere nella natura. La madre di Gaia era a capo di uno di questi gruppi, che la usava come strumento per ottenere il potere. Non potendo sopportare gli abusi, Gaia l'ha uccisa ed è fuggita, per poi essere trasformata in un Arconte dal Senato e spiega che detesta i leader che manipolano gli altri per i loro scopi. Yukito si rend conto di essere diventato come suo padre, manipolando le persone per il potere. L'intero villaggio di devianti insegue Tifone su una piattaforma mobile, con il gruppo musicale di Mitama che tiene un raduno a sostegno di Yukito per farlo liberare da Gaia. |                |                |
| 12 | Prego umilmente il Divino Mitama, tu che siedi al trono degli dei. Prego umilmente il Divino Mitama, tu che sei supremo e maestoso, con reverenza mi rivolgo a te. Divino e grande Mitama, per tua immensa e magnanima grazia non subiamo le nefandezze di divinità malvagie e possiamo adoperarci in salute nelle nostre mansioni. Ciò non può davvero essere altro che l'opera miracolosa tua, che sei dio del cielo e della terra. Al cielo distante noi preghiamo che tu ci protegga giorno e notte da varie catastrofi e che tu ci conceda la tua grazia e ci benedica, e ascolti le nostre preghiere con animo gentile e sereno. O Divino Mitama, con reverenza mi rivolgo a te pregandoti di farci prosperare per mezzo della nobile e augusta grazia, perché tu sei grande nel passato, nel futuro e nell'eternità. 「カケマクモイトモカシコキ ミタマノオホミカミ コノカミドコニ マセマツル カケマクモアヤニカシコキ オホカミノオホマヘニ カシコミカシコミモマヲサク オホカミノ ヒロキアツキミタマノフユニヨリテ マガカミノマガゴトナク スコヤカニナリハヒノコトゴトニ イソシミツトメルヲモチテ アメツチノカムワザニタガハシメズ ヒラケヨニオクレシメズ クサグサノワザワヒナク ヨノマモリヒノマモリ メグミサキハヒタマヘト ミソラハルカニヲロガミマツラクヲ タヒラケク ヤスラケク キコシメシテ イマモユクサキモ イヤトウニイヤナガニ オホカミノタカキタフトキ ミタマノフユニヨリテ タチサカエシメタマヘト ミタマノミコト キコシメセト カシコミカシコミマヲス」 - Kakemakumoitomokashikoki Mitamanoohomikami konokamidokoni masematsuru kakemakumoayanikashikoki ohokaminoohomaheni kashikomikashikomimomawosaku ohokamino hirokiatsukimitamanofuyuniyorite magakaminomagagotonaku sukoyakaninarihahinokotogotoni isoshimitsutomeruwomochite ametsuchinokamuwazanitagahashimezu hirakeyoniokureshimezu kusagusanowazawahinaku yonomamorihinomamori megumisakihahitamaheto misoraharukaniworogamimatsurakuwo tahirakeku yasurakeku kikoshimeshite imamoyukusakimo iyatouniiyanagani ohokaminotakakitafutoki Mitamanofuyuniyorite tachisakaeshimetamaheto Mitama-no-mikoto kikoshimeseto kashikomi-kashikomimawosu | 6 luglio 2023  | 27 luglio 2023 |
| 12 | Gli abitanti del villaggio, che grazie alla musica hanno raggiunto il livello di fiducia mai raggiunto prima, danno ad Atar il potere di attaccare Tifone, che però guarisce da solo. Mitama prega Yukito di credere finalmente in lei per poterlo salvare, quindi lui dichiara di credere in lei, concedendole il potere di liberarlo, ma subito dopo afferma che stava scherzando, facendo infuriare Mitama. Atar annuncia di volersi ritirare come divinità ed esorta i suoi fedeli a credere in Mitama; questi accettano, ma solo dopo che Liche annuncia che Atar si unirà al culto di Dakini per prestazioni erotiche. Mitama viene liberata, trattiene Tifone e pugnala Gaia al cuore. Tifone esplode, liberando tutti i presenti, e Kai cerca di uccidere Gaia per il suo tradimento, ma Cyan lo ferma perché ha capito che, a modo suo, Gaia voleva davvero solo una famiglia, così Gaia si riconcilia con i suoi figli. Kai, che ama profondamente Cyan, accetta di sorvegliare Gaia per conto di Yukito per proteggere Cyan. Yukito si rende conto che Mitama ha ormai 30.000 fedeli, superando il numero di abitanti del villaggio. Loki appare a Yukito in privato, spiegando di aver dato segretamente a Mitama alcuni dei suoi fedeli per fermare Tifone senza rischiare la propria vita, quindi parte per attendere di Yukito alla capitale. Yukito viene recuperato dai suoi amici che insistono perché si unisca ai loro caotici festeggiamenti per la vittoria. Yukito si chiede se le persone abbiano davvero bisogno degli dei, quando a volte basta avere l'un l'altro. |                |                |

## Accoglienza
Secondo Nicholas Dupree di Anime News Network, KamiKatsu aveva ricevuto una produzione bizzarra, dove il montaggio delle scene era un disastro che sbagliava costantemente i tempi comici e le inquadrature, e ogni trovata stilistica impiegata si rivelava fuori luogo. Gli improvvisi cambi di stile artistico senza un'apparente giustificazione, gli stravaganti effetti sonori da cartone animato e il loro impiego casuale creavano un pasticcio surreale. A ciò si aggiungevano gli imbarazzanti mostri in CGI e le molteplici volte in cui i personaggi parlano senza muovere le labbra. A partire dal terzo episodio il ritmo della serie rallenta, presentando una storia potenzialmente avvincente, in cui il protagonista Yukito inizia a utilizzare le tattiche di suo padre per ottenere nuovi fedeli e potenziare il suo Dio, il tutto con una certa ricerca sulla mentalità dei culti e nelle strategie da adottare. Nelle mani giuste, il concetto poteva essere unico e interessante, anche se bloccato tra una comicità terribile e animazioni risibili. Tuttavia la serie non era riuscita a sviluppare queste idee al meglio, fornendo come concetto più stimolante quello di spingere gli spettatori a chiedersi se fosse stata realizzata male di proposito, anche tale argomentazione ha perso interesse ben prima che l'anime finisse. In conclusione, KamiKatsu era un anime cinico, caustico e malriuscito. Christopher Farris e Steve Jones dello stesso sito hanno considerato che l'anime avesse un grande potenziale come isekai basato su un manga con una premessa promettente, ma la sua esecuzione bizzarra e poco brillante hanno finito solo per renderla l'ennesima produzione da essere piacevole perché brutta. Nicholas Dupree, Christopher Farris e Steve Jones hanno poi classificato KamiKatsu come la peggiore serie anime trasmessa nel 2023. Chelsea Steele di CBR.com ha classificato KamiKatsu come il quinto anime più deludente della primavera 2023, che nonostante i primi episodi vantassero un fascino sorprendente, i successivi erano qualitativamente inferiori per via della trama insensata, la storia generica e i personaggi dimenticabili con cui la maggior parte degli spettatori non riusciva a immedesimarsi.